# Latiguina scopulifera
Latiguina scopulifera är en insektsart som beskrevs av Young 1986. Latiguina scopulifera ingår i släktet Latiguina och familjen dvärgstritar. Inga underarter finns listade i Catalogue of Life.